# みよし市立天王小学校
みよし市立天王小学校（みよししりつ てんのうしょうがっこう）は、愛知県みよし市三好町天王にある公立小学校。市内で4番目に開校した小学校である。

## 沿革
- 1973年（昭和48年） - 三好町立中部小学校から分離し、三好町立天王小学校として開校。
- 2010年（平成22年）1月4日 - 三好町の市制施行により、みよし市立天王小学校と校名変更。

## 卒業後の進路
公立中学校に進学する場合の進学先はみよし市立三好中学校またはみよし市立南中学校である。

## 周辺
- 三好池
- 三好公園
- アイ・モール三好
- 愛知県立三好高等学校
- 国道153号
- 愛知県道54号豊田知立線
- 愛知県道234号みよし沓掛線